# Parafialny cmentarz grzebalny na Kalinowszczyźnie w Lublinie

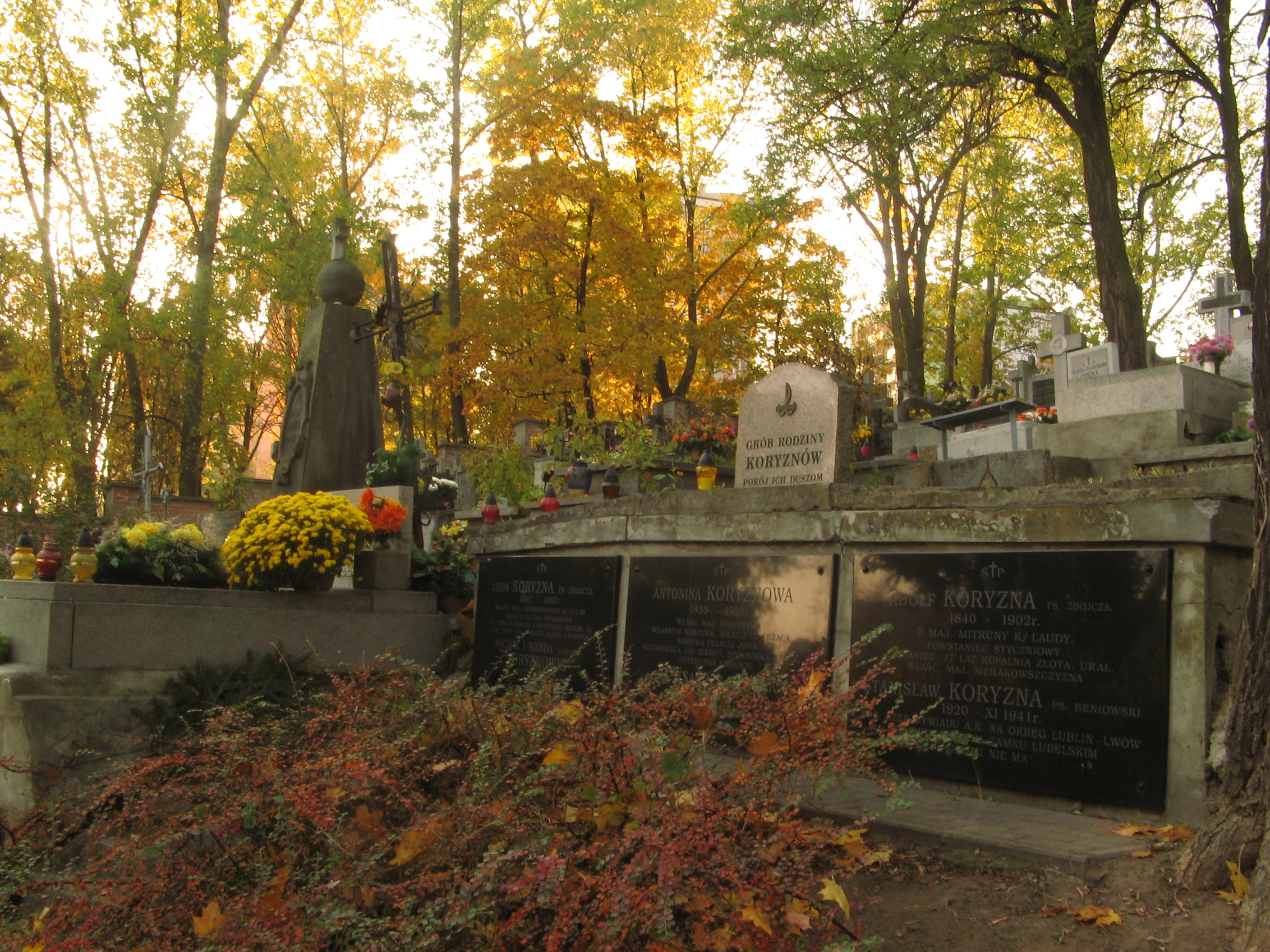
Grobowiec rodziny Koryznów.

Parafialny cmentarz grzebalny na Kalinowszczyźnie w Lublinie – cmentarz w lubelskiej dzielnicy Kalinowszczyzna.

## Historia
Założony 9 stycznia 1868 roku.
Powierzchnia cmentarza wynosi 3 hektary. Należy on do obiektów zabytkowych. Nekropolia jest pod zarządem parafii świętej Agnieszki w Lublinie, a cmentarnej kaplicy patronuje św. Maksymilian Maria Kolbe – kapłan i męczennik.